# Andrzej Chłopecki

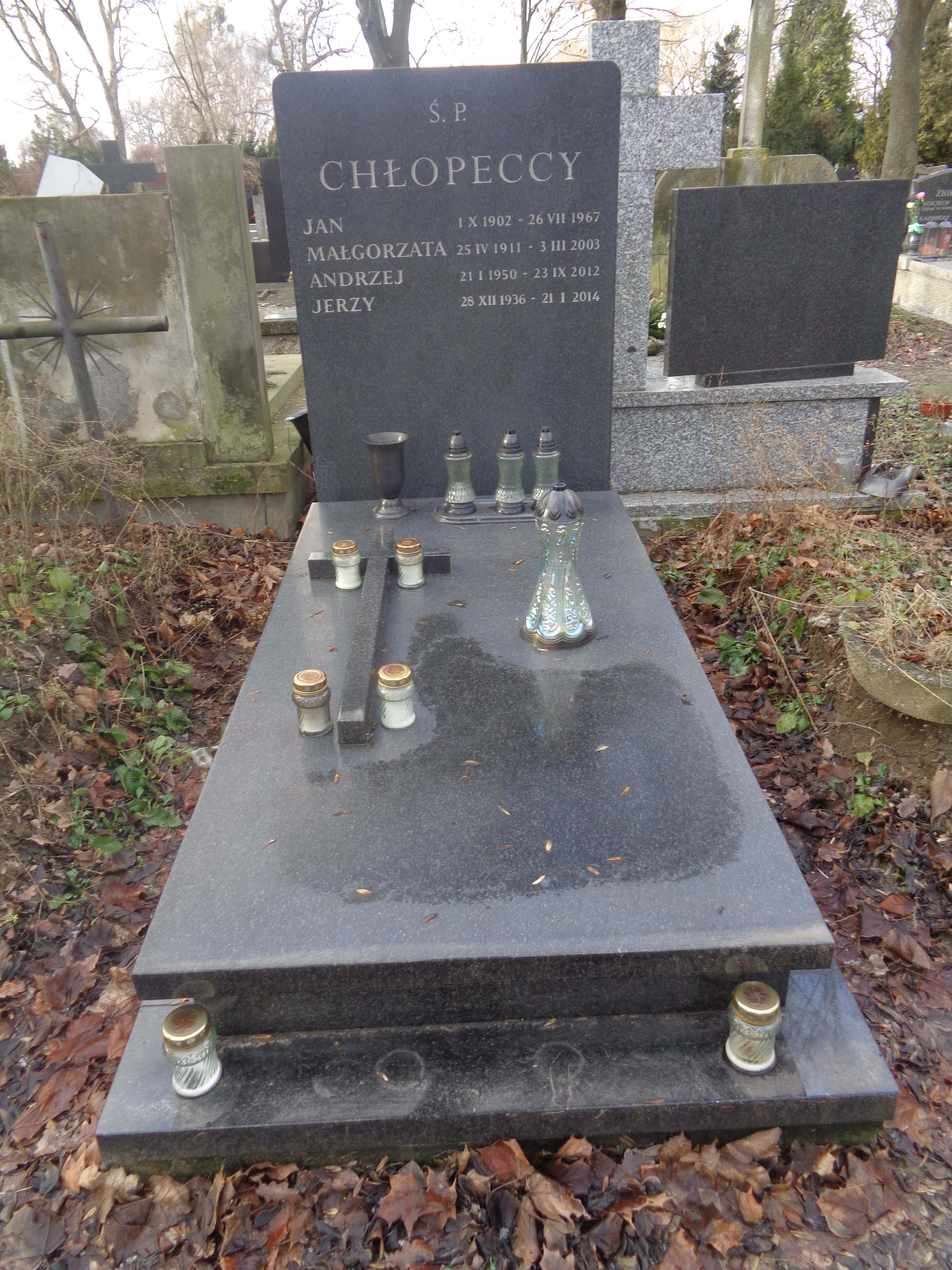
Grób Andrzeja Chłopeckiego na Cmentarzu Powązkowskim

Andrzej Chłopecki (ur. 21 stycznia 1950 w Bydgoszczy, zm. 23 września 2012 w Warszawie) – muzykolog, teoretyk, krytyk muzyczny, publicysta i animator życia muzycznego, członek Związku Kompozytorów Polskich.

## Życiorys
W 1975 ukończył studia w Instytucie Muzykologii Uniwersytetu Warszawskiego pracą magisterską o Pasji według św. Łukasza Krzysztofa Pendereckiego, napisaną pod kierunkiem Zofii Lissy. W latach 1975–1981 i ponownie od 1991 był pracownikiem Polskiego Radia. Autor ok. 2000 audycji radiowych, a od 2005 r. komentator w Redakcji Muzyki Poważnej Polskiego Radia. Od 1994 programował udział Polskiego Radia w Międzynarodowej Trybunie Kompozytorów UNESCO w Paryżu.
Od 1996 r. pracował też jako doktor sztuki muzycznej na stanowisku adiunkta Akademii Muzycznej w Katowicach, gdzie wykładał historię, literaturę i estetykę muzyki XX–XXI wieku. Od roku 2000 wykładał także w Studium Podyplomowym Instytutu Badań Literackich przy Polskiej Akademii Nauk w Warszawie. Autor licznych recenzji, artykułów, esejów, komentarzy i rozpraw. Regularnie pisywał felietony w „Gazecie Wyborczej” pt. Słuchane na ostro.
Był prezesem Fundacji Przyjaciół Warszawskiej Jesieni, Przewodniczącym Rady Programowej Polskiego Wydawnictwa Audiowizualnego, Komisji Repertuarowej festiwalu Warszawska Jesień i Rady Programowej pisma MusikTexte. Zeitschrift für Neue Musik w Kolonii. 
W latach 2001–2006 realizował autorski projekt Förderpreise für Polen finansowany przez Fundację Muzyczną im. Ernsta von Siemens z siedzibą w Monachium, w ramach którego powstały i zostały wykonane 34 utwory młodych kompozytorów polskich, litewskich, łotewskich, estońskich, ukraińskich, słowackich, czeskich, węgierskich, rumuńskich, bułgarskich i słoweńskich. Był dyrektorem programowym festiwali Aksamitna kurtyna (Kraków, 2000 i Lwów, 2006) oraz Festiwalu Muzyki Pawła Szymańskiego (Warszawa, 2006).

## Publikacje
- PostSłowie. Warszawa 2013 (Towarzystwo im. Witolda Lutosławskiego)
- Alban Berg. Człowiek i dzieło czasu młodości. Od pieśni solowej do orkiestrowej, Kraków-Katowice 2013 (PWM/Akademia Muzyczna im. K. Szymanowskiego w Katowicach)
- Dziennik ucha. Słuchane na ostro, Kraków 2014 (PWM/Wydawnictwo Krytyki Politycznej) – cykl felietonów
- Muzyka wzwodzi. Diagnozy i portrety, Kraków 2014 (PWM/Fundacja Polskiej Rady Muzycznej) – cykl felietonów[3]

## Nagrody i odznaczenia
Został uhonorowany wieloma nagrodami i odznaczeniami:
- 1998 – Nagroda Specjalna Kapituły Nagrody Wielkiej Fundacji Kultury za twórczość radiową i działania kulturotwórcze realizowane na antenie Programu 2 Polskiego Radia[4],
- 2003 – Medal Mozartowski Międzynarodowej Rady Muzyki przy UNESCO[2],
- 2003 – Medal – Odznaka Honorowa Związku Kompozytorów Polskich[2],
- 2005 – Srebrny Medal „Zasłużony Kulturze Gloria Artis”[5],
- 2006 – Krzyż Kawalerski Orderu Zasługi Republiki Litwy[6],
- 2007 – Odznaka honorowa „Zasłużony dla Kultury Polskiej”[5],
- 2007 – Doroczna Nagroda Ministra Kultury i Dziedzictwa Narodowego w dziedzinie upowszechniania kultury,
- 2007 – Medal Siemensa,
- 2008 – Złoty Mikrofon[4].

Od 2008 był członkiem jury Nagroda Mediów Publicznych w dziedzinie współczesnej muzyki poważnej OPUS.